# Rogozen
Rogozen (Bulgaars: Рогозен) is een dorp in het noordwesten van Bulgarije. Het dorp is gelegen in de gemeente Chaïredin in de oblast Vratsa. Het dorp ligt ongeveer 36 km ten noorden van Vratsa en 96 km ten noorden van de hoofdstad Sofia. 

## Bevolking
Volgens een schatting van het Nationaal Statistisch Instituut telde het dorp 825 inwoners in 2020. Dit waren 182 mensen (-18,1%) minder dan 1.007 inwoners bij de officiële census van februari 2011. De gemiddelde jaarlijkse groei in die periode komt daarmee uit op -2%, hetgeen lager is dan het landelijk jaarlijks gemiddelde over deze periode (-0,63%). Het aantal inwoners vertoont al tientallen jaren een dalende trend: in 1946 woonden er nog 3.314 personen in het dorp.
|  |

In het dorp leven nagenoeg uitsluitend etnische Bulgaren. In februari 2011 identificeerden 843 van de 890 ondervraagden zichzelf als ethische “Bulgaren”, oftewel 94,7% van alle ondervraagden. Daarnaast identificeerden 42 ondervraagden zichzelf als “Roma” en 3 personen zichzelf als "Turken".
| Etnische samenstelling van de respondenten (2011) | Etnische samenstelling van de respondenten (2011) | Etnische samenstelling van de respondenten (2011) | Etnische samenstelling van de respondenten (2011) | Etnische samenstelling van de respondenten (2011) |
| ------------------------------------------------- | ------------------------------------------------- | ------------------------------------------------- | ------------------------------------------------- | ------------------------------------------------- |
|                                                   |                                                   |                                                   |                                                   |                                                   |
| Bulgaren                                          | Bulgaren                                          |                                                   | 94,7%                                             | 94,7%                                             |
| Turken                                            | Turken                                            |                                                   | 0,3%                                              | 0,3%                                              |
| Roma                                              | Roma                                              |                                                   | 4,7%                                              | 4,7%                                              |
| Anders/Onbekend                                   | Anders/Onbekend                                   |                                                   | 0,3%                                              | 0,3%                                              |